# Cathédrale Saint-Nicolas d'Erevan
Cette ancienne cathédrale n’est pas la seule cathédrale Saint-Nicolas.
La cathédrale Saint-Nicolas d'Erevan (en russe : Николаевский собор, en arménien : Սուրբ Նիկոլայ Մայր եկեղեցի : Surb Nikolay Mayr yekeghets'i) est un édifice orthodoxe de l'Église russe, disparu qui était situé à Erevan en Arménie. Elle était située sur l'actuelle place Shahumyan dans le Kentron.

## Histoire
La cathédrale orthodoxe russe Saint-Nicolas (placée sous le vocable de saint Nicolas) était située place de la Cathédrale (aujourd'hui place Shaumyan). Elle a été construite durant la seconde moitié du XIXe siècle et fut détruite en 1931.

## Galerie

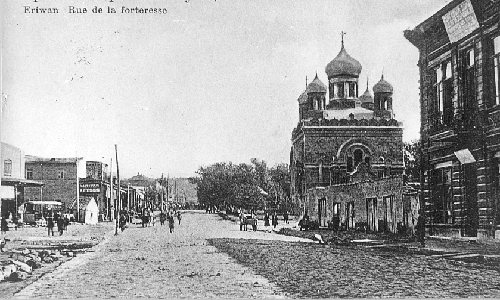
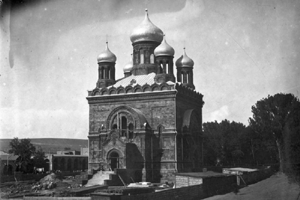
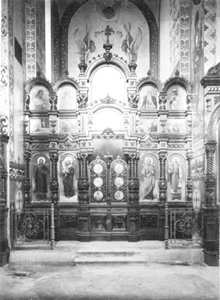
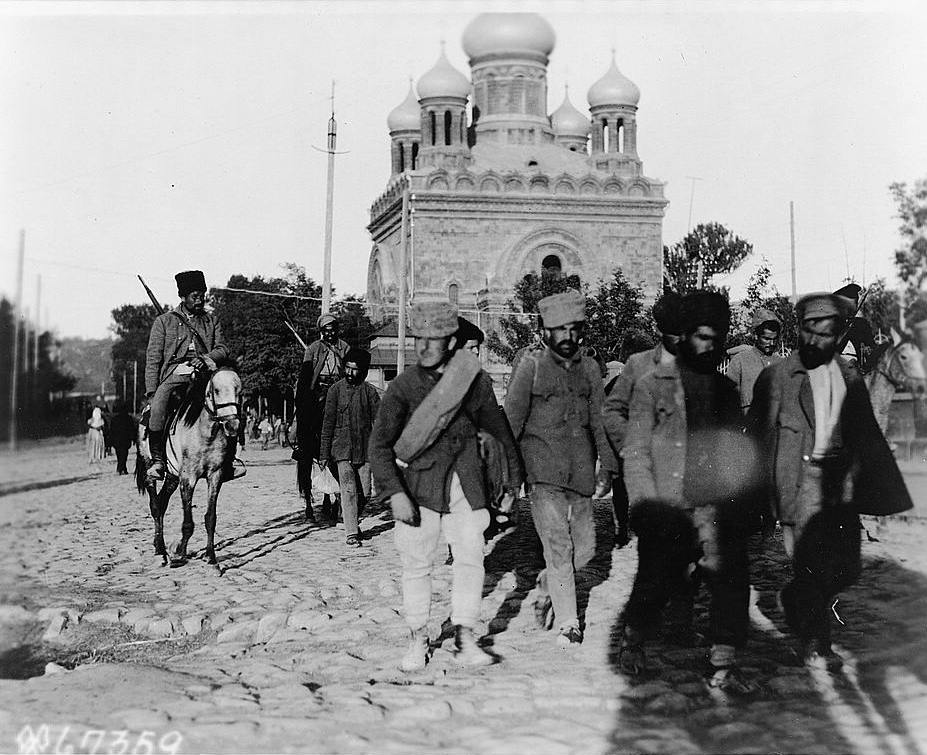